# Вальяла (волость)
Вальяла (эст. Valjala) — бывшая волость в Эстонии в составе уезда Сааремаа. В ходе административно-территориальной реформы 2017 года все 12 самоуправлений на острове Сааремаа были объединены в единое самоуправление — волость Сааремаа.

## Положение
Площадь волости — 180,02 км², численность населения на 1 января 2006 года составляла 1397 человек.
Административным центром волости была деревня Вальяла. Помимо этого, на территории волости находились ещё 32 деревни.
В деревне Сакла в 1947 году был образован первый в Эстонской ССР колхоз, носивший имя Виктора Кингисеппа.
Наивысшая точка волости — 10,5 метров над уровнем моря.

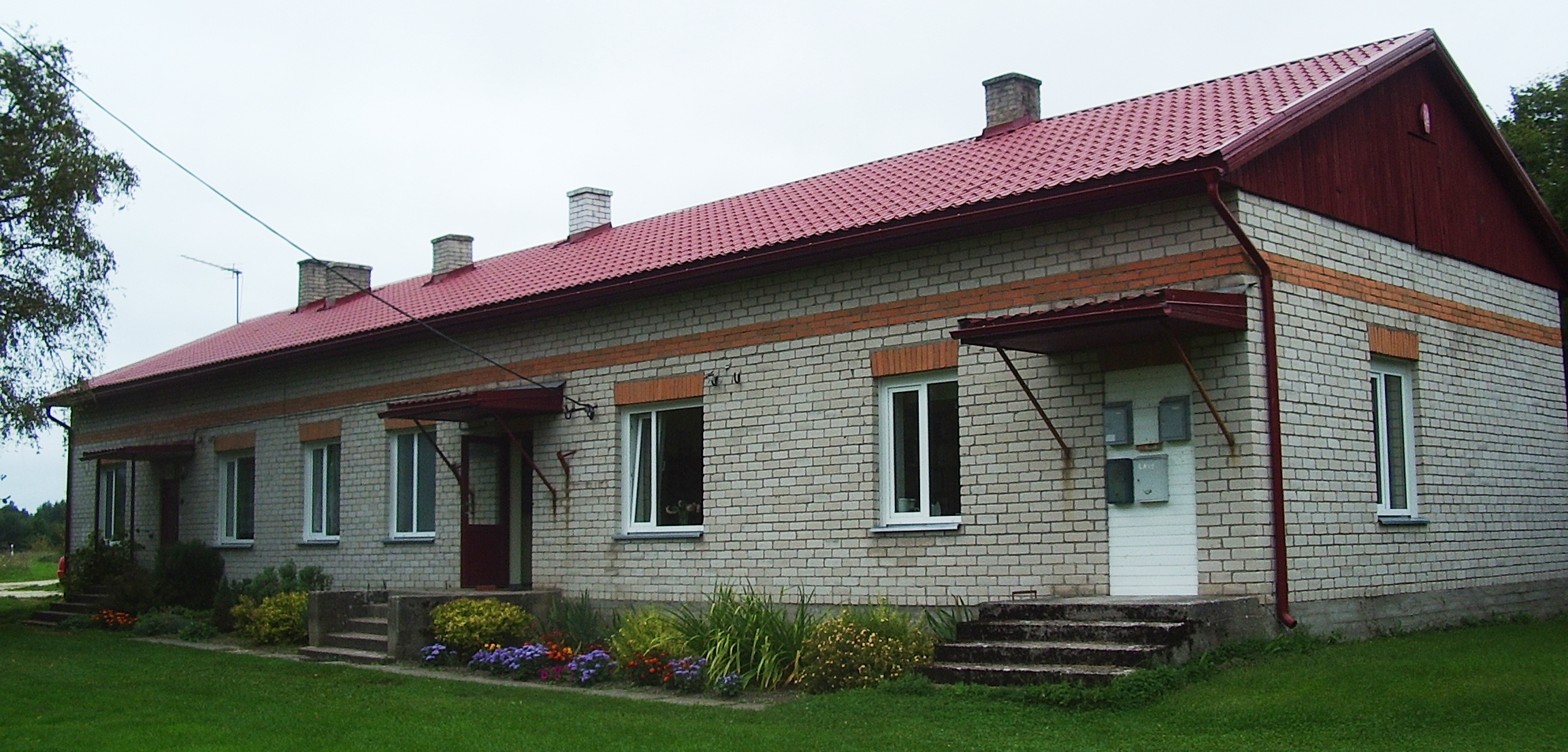
Библиотека Сакла и Музей колхоза
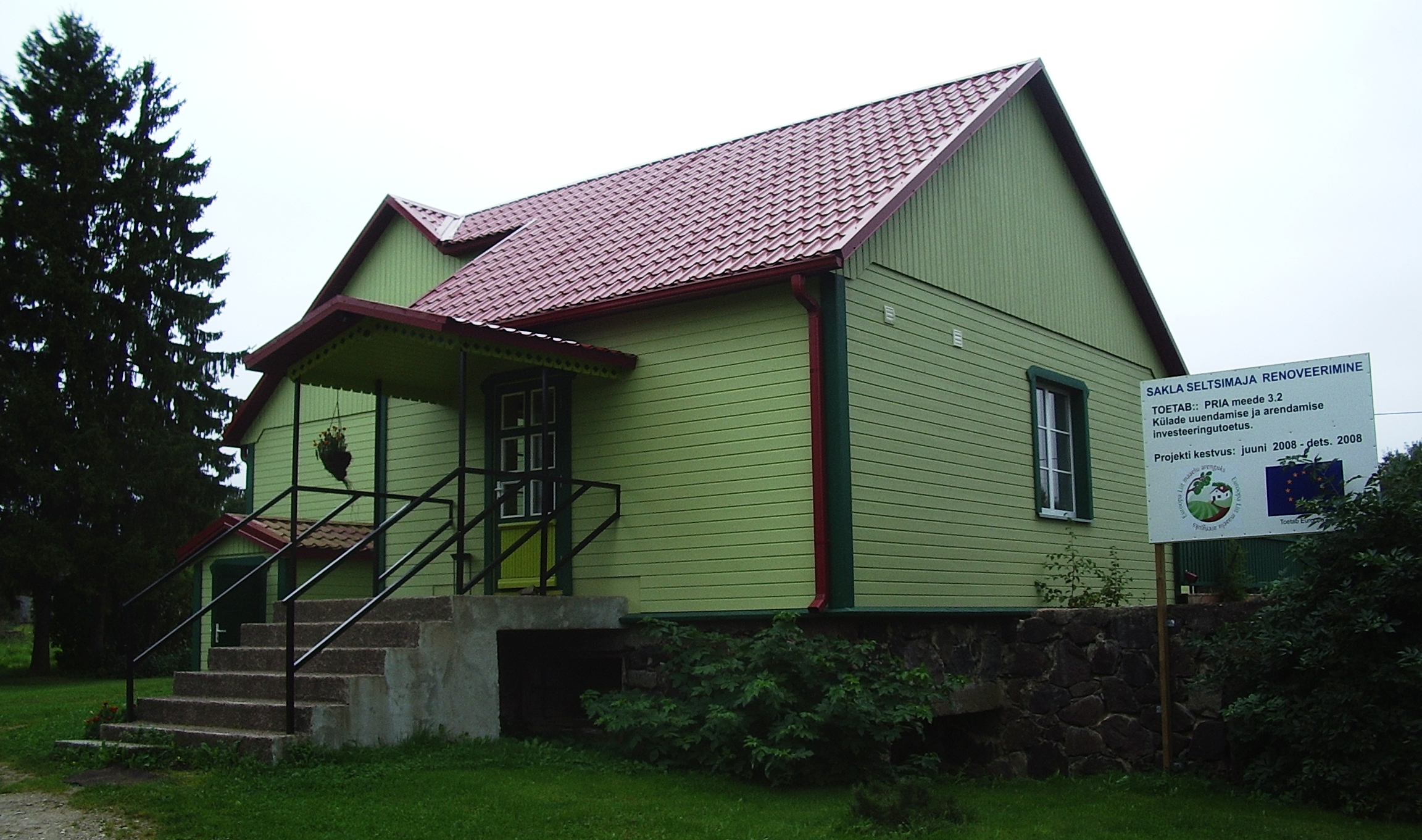
Сельский клуб в Сакла